# محطة معالجة مياه مصرف بحر البقر
محطة معالجة مياة مصرف بحر البقر هي محطة معالجة لمياه الصرف هي الأكبر محطة من نوعها على مستوى العالم لمعالجة مياه مصرف بحر البقر، بطاقة نحو 5.6 مليون متر مكعب في اليوم، بتكلفة استثمارية تبلغ حوالى 20 مليار جنيه تقريبا، وتوفر ما يقرب من 40 ألف فرصة عمل.

## الوصف
تم إقامة المحطة على مساحة 155 فدانا، وخضعت المحطة للتشغيل التجريبي. تعد الأضخم من نوعها على مستوي العالم بتكلفة حوالي 20 مليار جنيه وبطاقة إنتاجية 5.6 مليون متر مكعب في اليوم من المياه المعالجة ثلاثياً سيتم نقلها إلى اراضي شمال سيناء لتساهم في استصلاح 400 ألف فدان في اطار مشروع تنمية شمال سيناء ولتعزيز منظومة الاستخدام الأمثل للموارد المائية للدولة.

## التكوين
تكون المحطة، من المبنى الرئيسى للطلمبات، ومقر وحدة التحكم SCADA. وتضم محطة معالجة مياه مصرف بحر البقر 4 وحدات، بتصرف 1.4 مليون م3/ يوم لكل وحدة. ومأخذ المحطة، وأحواض للترسيب السريع والبطئ، ووحدة تجفيف خاصة بالحمأة. كما تشمل معامل تحليل نوعية المياه، مبنى تخزين المواد الكيميائية المستخدمة في المعالجة، ومحطة توليد الكهرباء، ومبنى إداري، وعيادة.

## الأهداف
تهدف المحطة إلى معالجة ملوحة مياه الصرف الزراعي ومنع تداخل مياه البحر مع المياه الجوفية، وتحسين البيئة، وتشمل 4 وحدات بتصرف 1.4 مليون متر مكعب في اليوم، و4 مسارات رئيسية لمعالجة المياه وخطوط معالجة الحمأة التي تخرج وتستخرج منها الأسمدة، وتضم مبنى طلمبات مأخذ المياه وأحواض الخلط السريع وأحواض الخلط البطئ، إلى جانب أحواض الترسيب والمرشحات ذات الأقراص وأحواض الأوزون، وتم إقامة المحطة على مساحة 155 فدانا.